# Gymnuridae
Los gimnúridos (Gymnuridae), conocidos vulgarmente como rayas mariposa, son una familia de condrictios batoideos de la orden de los miliobatiformes. Normalmente viven en mares tropicales y habitan como muchas otras de su especie entre la arena o el lodo.

## Descripción
Disco muy ancho, cola corta y no tienen aleta caudal. Algunas especies tienen un aguijón venenoso en su cola.

## Especies
- Gymnura afuerae (Hildebrand, 1946)
- Gymnura altavela (Linnaeus, 1758) –  Raya mariposa espinosa
- Gymnura australis (E. P. Ramsay & Ogilby, 1886) – Raya mariposa australiana
- Gymnura bimaculata (Norman, 1925) – Raya mariposa de dos manchas
- Gymnura crebripunctata (W. K. H. Peters, 1869) – Raya mariposa de morro largo
- Gymnura crooki Fowler, 1934
- Gymnura hirundo (R. T. Lowe, 1843) – Raya mariposa de Madeira
- Gymnura japonica (Temminck & Schlegel, 1850) – Raya mariposa Japonesa
- Gymnura marmorata (J. G. Cooper, 1864) – California butterfly ray
- Gymnura micrura (Bloch & J. G. Schneider, 1801) – Raya mariposa lisa
- Gymnura natalensis (Gilchrist & W. W. Thompson, 1911) – Backwater butterfly ray
- Gymnura poecilura (G. Shaw, 1804) – Raya mariposa de cola larga
- Gymnura tentaculata J. P. Müller & Henle, 1841 – Raya mariposa de tentáculos
- Gymnura zonura Bleeker, 1852 – Zonetail butterfly ray

- Datos: Q546184
- Multimedia: Gymnuridae / Q546184
- Especies: Gymnuridae